# Black Forest Open 2007
Il Black Forest Open 2007 è stato un torneo di tennis facente parte della categoria ATP Challenger Series nell'ambito dell'ATP Challenger Series 2007. Il torneo si è giocato a Freudenstadt in Germania dal 27 agosto al 2 settembre 2007 su campi in terra rossa.

## Vincitori

### Singolare
Ivo Minář ha battuto in finale  Éric Prodon con il punteggio di 7–5, 6–3

### Doppio
Marc López /  Martín Vilarrubi hanno battuto in finale  Martin Slanar /  Pavel Šnobel con il punteggio di 6–2, 6(5)–7, [10-5]